# Makotsevska Reka
Makotsevska Reka (bulgariska: Макоцевска Река) är ett vattendrag i Bulgarien.   Det ligger i regionen Sofijska oblast, i den västra delen av landet, 30 km öster om huvudstaden Sofia.
Trakten runt Makotsevska Reka består till största delen av jordbruksmark. Runt Makotsevska Reka är det ganska glesbefolkat, med 28 invånare per kvadratkilometer.